# Litografia de nova generació

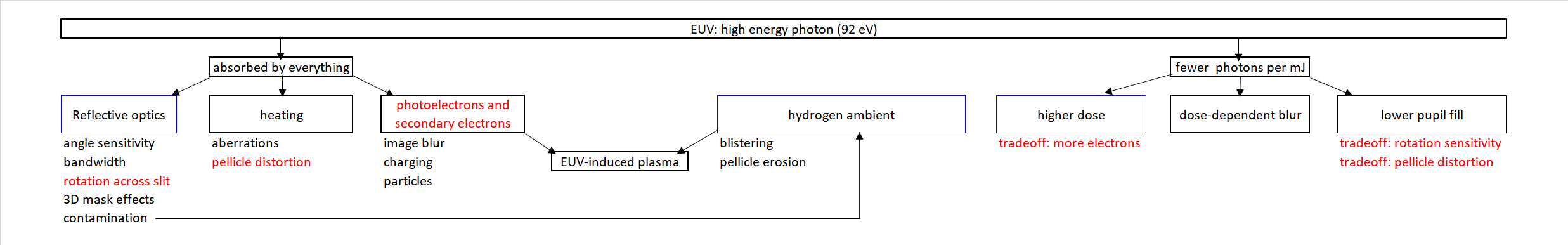
Aquest gràfic mostra els problemes actuals als quals s'enfronta EUV. Hi ha diferències significatives amb el DUV (la longitud d'ona del làser ArF correspon a 6,4 eV). El vermell indica que hi ha una compensació, per a la rotació de la ranura creuada i els fotoelectrons/electrons secundaris.

La litografia de nova generació o NGL és un terme utilitzat en la fabricació de circuits integrats per descriure les tecnologies de litografia en desenvolupament que pretenen substituir les tècniques actuals. Impulsat per la llei de Moore a les indústries de semiconductors, la reducció de la mida del xip i la dimensió crítica continua. El terme s'aplica a qualsevol mètode de litografia que utilitzi un tipus de llum o feix de longitud d'ona més curta que l'estat actual de la tècnica, com ara la litografia de raigs X, la litografia de feix d'electrons, la litografia de feix iònic enfocat i la litografia de nanoempremta. El terme també es pot utilitzar per descriure tècniques que aconsegueixen característiques de resolució més fines a partir d'una longitud d'ona de llum existent.
Moltes tecnologies anomenades "de propera generació" han entrat a la producció comercial, i la fotolitografia a l'aire lliure, amb llum visible projectada a través de fotomàscares dibuixades a mà, ha progressat gradualment cap a la litografia d'immersió UV profunda mitjançant la correcció òptica de proximitat, la tecnologia de litografia inversa, fora de l'eix. il·luminació, màscares de canvi de fase, patrons dobles i patrons múltiples. A finals de la dècada de 2010, la combinació de moltes d'aquestes tècniques va poder aconseguir característiques de l'ordre de 20 nm amb el Làser excímer ArF de longitud d'ona 193 nm en els processos de 14 nm, 10 nm i 7 nm, tot i que a costa d'afegir passos de processament i, per tant, cost.
| Node | Fabricant de xips líder              | Fabricant d'encenalls enrere | Fabricant d'encenalls enrere   |
| Node | Fabricant de xips líder              | Cap canvi                    | Amb NGL                        |
| --- | ------------------------------------ | ---------------------------- | ------------------------------ |
| 180 nm | KrF                                  | KrF                          | -                              |
| 130 nm | KrF                                  | KrF                          | -                              |
| 90 nm | ArF                                  | ArF                          | -                              |
| 65 nm | ArF                                  | ArF                          | -                              |
| 45/40 nm | Immersió ArF                         | Immersió ArF                 | -                              |
| 32/28 nm | Immersió ArF                         | Immersió ArF                 | -                              |
| 22/20 nm | Immersió ArF, doble patró            | ?                            | Costos de multipattern saltats |
| 16/14 nm | Immersió ArF, doble patró            | ?                            | Costos de multipattern saltats |
| 10 nm | Immersió ArF, patronatge SADF/triple | ?                            | Costos de multipattern saltats |
| 7 nm | Immersió ArF, SADF/SAQP              | ?                            | Costos de multipattern saltats |
| 5 nm | SAQP + litografia addicional         | ?                            | NGL                            |
| La dificultat d'estendre la litografia òptica ha estat el principal argument de venda de NGL. Tanmateix, un fabricant de xips líder es beneficiarà significativament menys que un fabricant de xips endarrerit, a causa de les enormes inversions addicionals per estendre la litografia òptica fins al seu estat actual. En aquest cas hipotètic, la introducció de NGL permetria a alguns fabricants de xips saltar-se diverses generacions de litografia. |                                      |                              |                                |
| Taula basada en File:Node_progress.png (2016, Usuari:Guiding Light) (CCA-SA-3.0 sense adaptar) |                                      |                              |                                |

La litografia ultraviolada extrema (EUV) de 13,5 nm, considerada durant molt de temps un candidat líder per a la litografia de nova generació, va començar a entrar en la producció en massa comercial el 2018. A partir del 2021, Samsung i TSMC van anar introduint gradualment la litografia EUV a les seves línies de producció, ja que es va fer econòmic substituir diversos passos de processament per passos EUV únics. A principis dels anys 2020, moltes tècniques EUV encara estan en desenvolupament i encara queden molts reptes per resoldre, situant la litografia EUV com una transició de la "próxima generació" a "l'estat de l'art".
Els candidats a la litografia de nova generació més enllà de l'EUV inclouen la litografia de raigs X, la litografia de feix d'electrons, la litografia de feix d'ions enfocat, la litografia de nanoempremta i la litografia quàntica. Diverses d'aquestes tecnologies han experimentat períodes de popularitat, però s'han mantingut superades per les contínues millores de la fotolitografia. La litografia per feix d'electrons va ser la més popular durant la dècada de 1970, però va ser substituïda en popularitat per la litografia de raigs X durant la dècada de 1980 i principis de la dècada de 1990, i després per la litografia EUV des de mitjans de la dècada de 1990 fins a mitjans de la dècada de 2000. La litografia de feix d'ions enfocat s'ha tallat un nínxol a l'àrea de reparació de defectes. La popularitat de Nanoimprint està augmentant i està posicionada per succeir a EUV com l'opció més popular per a la litografia de nova generació, a causa de la seva senzillesa inherent i el seu baix cost d'operació, així com el seu èxit en els sectors de LED, disc dur i microfluídica.

## Qüestions fonamentals
Independentment de si s'utilitza NGL o fotolitografia, el gravat del polímer (resist) és l'últim pas. En última instància, la qualitat (rugositat) així com la resolució d'aquest gravat de polímer limiten la resolució inherent de la tècnica de litografia. La litografia de nova generació també fa ús generalment de la radiació ionitzant, donant lloc a electrons secundaris que poden limitar la resolució de manera efectiva a > 20 nm. Els estudis també han trobat que perquè NGL assoleixi els objectius LER (rugositat de la vora de la línia) s'han de trobar maneres de controlar variables com la mida del polímer, el contrast de la imatge i el contrast de resistència.